# (2002) Euler
Pour les articles homonymes, voir Euler (homonymie).
(2002) Euler est un astéroïde de la ceinture principale.
Il a été ainsi baptisé en hommage à Leonhard Euler (1707-1783), mathématicien et physicien suisse.